# Anarquisme agrari
L'anarquisme agrari és un corrent de l'anarquisme que es va donar al camp a principis del segle xx, per exemple a Espanya abans del franquisme. Es basava en les teories de l'ajuda mútua, el rebuig a la propietat de les terres i l'apoderament dels camperols per ser autosufucients. Inspirat en les idees de Piotr Kropotkin, es va oposar a l'anarquisme de caràcter urbà i industrial, que seria el que acabaria triomfant per l'aïllament dels nuclis rurals i la manca de difusió de la seva doctrina, així com la pressió dels moviments conservadors al camp.